# 근거중심의학
근거중심의학(根據中心醫學, Evidence-based medicine, EBM)은 임상적인 의사결정에 있어서 의사들의 경험과 적절한 과학적 근거를 통합하여 환자에게 최선의 진료를 제공하기 위한 의학적 방법론이다. 근거중심의학을 통해 정교하게 설계되고 잘 수행된 연구에서 증거를 채택하여 의학적인 의사결정에 이용할 수 있다. 의학은 근본적으로 과학에 기반을 두고 있으며, 이에 따라 경험적 기반에 따른 의사결정을 진행할 수 있다. 근거중심의학은 인식론적인 틀에 따라 이를 더욱 체계적으로 정리하여 강력한 증거기반을 가진 연구 결과(메타분석, 무작위 배정 임상시험, 체계적 문헌고찰 등)는 강력한 권장사항으로, 약한 증거기반을 가진 연구 결과(사례연구, 환자대조군연구 등)는 약한 권장사항으로 의학적 의사결정에 반영하도록 한다. 따라서 근거중심의학은 가장 좋은 최신의 근거들을 공정하고 명백하게 사용하여 개개의 환자에 대한 적절한 의사결정을 할 수 있는 도구가 된다.
근거중심의학은 원래 임상의학을 하는 의사들이 환자에게 진료할 때 사용하는 의사결정 방법과 임상적 적용을 배우는 과정을 이름 붙이기 위해 만들어진 용어였다. 근거중심의학은 1980년대 초 Canadian Medical Association Journal에 연재된 비판적 문헌 평가 시리즈와 1990년대 초 맥마스터 대학교 의과대학의 임상역학교실에서 주도한 문제중심학습 기반 논문 비평으로부터 태동되었다. "근거중심"(evidence-based)이라는 용어는 점차 활용도가 증가하여, 환자 개개인이나 인구집단에 적용되는 건강 지침 및 정책, 나아가 전반적인 의료 전체를 설계할 때 근거에 기반한 접근법을 사용하는 것을 강조하는 것에도 쓰이기 시작하였다 (예: 근거중심보건정책, 근거중심보건의료). 과거 근거중심의학이 주로 진료에 초점을 맞춰 임상적인 의사결정을 중요시한 반면 현재는 의학적 의사결정의 기본 원리로 받아들여지고 있으며, 임상진료지침, 체계적 고찰, 의료기술평가, 진료의 질 등 다양한 영역으로 확대 적용되고 있다.
근거중심의학에는 많은 한계와 비판이 있다. 다양한 비판에 대해 널리 인용되는 두 가지 분류 체계에는 Straus와 McAlister의 세 가지 분류가 ("의학 실천에 보편적인 한계, 증거 기반 의학에 고유한 한계 및 증거 기반 의학에 대한 오해") Cohen, Stavri 및 Hersh의 5개 항목 범주화(EBM은 의학에 대한 빈약한 철학적 기초, 증거를 너무 좁게 정의, 증거 기반이 아님, 개별 환자에게 적용할 때 유용성이 제한됨 또는 자율성을 감소시킨다. 의사/환자 관계)가 있다.
비판에는 다음과 같은 것이 있다.
- 무작위 대조 시험 (RCT)과 같이 근거중심의학에서 생성된 연구는 모든 치료 상황과 관련이 없을 수 있다.[12] 연구는 특정 인구에 초점을 맞추는 경향이 있지만 개인은 인구 규범과 상당히 다를 수 있다. 특정 인구 집단은 역사적으로 충분히 연구되지 않았기 때문에(인종, 성별, 연령 및 동반 질병과 같은 이유로) RCT의 증거를 해당 인구 집단에 일반화할 수 없다.[13] 따라서 EBM은 사람들의 그룹에 적용되지만 이것이 임상의가 각 환자를 치료하는 방법을 결정할 때 개인 경험을 사용하는 것을 배제해서는 안 된다.[14]
- EBM의 이론적 이상(수십만개가 존재할 수 있는 모든 좁은 임상 질문은 메타 분석 과 여러 RCT에 대한 체계적인 검토를 통해 답을 얻을 수 있음)은 연구(특히 RCT 자체)가 비싸다는 한계에 직면한다. 따라서 실제로 가까운 장래에 EBM에 대한 수요는 항상 공급보다 훨씬 높을 것이며 인류가 할 수 있는 최선은 희소 자원의 적용을 분류하는 것이다.
- 연구는 출판 편향 및 학술 출판의 이해 상충과 같은 편향의 영향을 받을 수 있다. 예를 들어, 산업 자금 지원으로 인한 충돌이 있는 연구는 해당 제품을 선호할 가능성이 더 크다.[15][16] 근거중심의학이 기업의 이해관계, 규제실패, 학계의 상업화로 인해 부패했기 때문에 현대의 근거중심의학은 환상이라는 주장이 제기되어 왔다.[17]

## 같이 보기
| - 임상 의사결정 지원 시스템 - 역학 (의학) - 임상역학 - 근거중심치의학 - 근거중심간호 - 근거중심보건정책 - 근거중심임상진료 - 근거중심보건의료 - 근거중심실무 | - 증거기반관리 - 일화적 증거 - 메타분석 - 정밀의학 - 의학적 의사결정 - 패러다임의 전환 - 맞춤의학 - 증거기반정책 |

## 참고 문헌
- Doi, S.A.R. (2012). 《Understanding evidence in health care: Using clinical epidemiology》. South Yarra, VIC, Australia: Palgrave Macmillan. ISBN 978-1-4202-5669-7.
- Grobbee, D.E.; Hoes, Arno W. (2009). 《Clinical Epidemiology: Principles, Methods, and Applications for Clinical Research》. Jones & Bartlett Learning. ISBN 978-0-7637-5315-3.
- Howick, Jeremy H. (2011). 《The Philosophy of Evidence-based Medicine》. Wiley. ISBN 978-1-4051-9667-3.
- Katz, David L. (2001). 《Clinical Epidemiology & Evidence-Based Medicine: Fundamental Principles of Clinical Reasoning & Research》. SAGE. ISBN 978-0-7619-1939-1.
- Stegenga, Jacob (2018). 《Care and Cure: An Introduction To Philosophy of Medicine》. University of Chicago Press.